# 奇馬約
奇馬約（英語：Chimayo）是位於美國新墨西哥州里奧阿里巴縣及聖菲縣的普查規定居民點。奇馬約這一名稱是來自於當地的地標奇馬約山。奇馬約是美國天主教著名朝聖地點之一。

## 人口
根據2020年美國人口普查的數據，奇馬約的面積為20.05平方千米，當中陸地面積為20.04平方千米，而水域面積為0.01平方千米。當地共有人口3077人，而人口密度為每平方千米153.47人。